# 2010 par pays en Asie
| Années de l'Asie : 2007 - 2008 - 2009 - 2010 - 2011 - 2012 - 2013    |
| Décennies de l'Asie : 1980 - 1990 - 2000 - 2010 - 2020 - 2030 - 2040 |

Les évènements de l'année 2010 en Asie. 

## Continent asiatique
- Vendredi 1er janvier 2010, Économie : lancement de la Zone de libre-échange ASEAN-Chine.

## Birmanie
- Lundi 18 janvier 2010, Droits de l'homme : la Cour suprême juge en dernière instance de la légalité de l'assignation à résidence de la militante des droits de l'homme Aung San Suu Kyi.

## Cambodge
- Vendredi 1er janvier 2010, Politique/Justice : mandat d'arrêt contre Sam Rainsy, leader de l'opposition.
- 22 novembre 2010 : bousculade sur un pont de Phnom Penh lors de la fête d'Om Touk : plus de 345 morts[1],[2].

## Inde
- juillet 2010 : Le métro de Mumbai doit entrer en marche.

## Kirghizistan
- Mercredi 7 avril 2010 : De violents affrontements entre manifestants et forces de l'ordre font plus de 80 morts dans la capitale, Bichkek (nord). Le président Kourmanbek Bakiev se réfugie dans son fief de Djalalabad.
- Jeudi 8 avril 2010 : L'opposante Rosa Otounbaïeva prend la tête du gouvernement de transition immédiatement soutenu par la Russie. Le 15, le président renversé Bakiev se réfugie au Kazakhstan.

## Mongolie
- 14 janvier 2010 : Politique/Droits de l'homme: le président Tsakhiagiin Elbegdorj annonce un moratoire sur la peine de mort.

## Pakistan
- 1er janvier 2010 : attentat-suicide lors d'un match de volley-ball (99 morts (en)) dans le contexte de l'insurrection islamiste[3].

## Philippines
- 10 mai : élection présidentielle, Benigno Aquino III est élu.

## Tadjikistan
- Dimanche 3 janvier 2010 : Un tremblement de terre de magnitude 5,1 frappe le pays.

## Turkménistan
- 6 janvier 2010 : Énergie : ouverture du gazoduc Dauletabad–Sarakhs–Khangiran (en) entre le Turkménistan et l'Iran.

## Viêt Nam
- 19 mai 2010 : célébration du 120e anniversaire de la naissance de Hô Chi Minh.
- 1er au 10 octobre 2010 : festivités du Millénaire d'Hanoï